# Haku-hegy
A Haku-hegy (kandzsikkal: 白山), vagy japán nevén Hakuszan (jelentése: „Fehér hegy”) egy potenciálisan aktív sztratovulkán. A tűzhányó Honsú szigetén, a Hokuriku régióban – Gifu, Fukui és Isikava prefektúrák határán – helyezkedik el. Az egyik legkorábban működő vulkánként tartják számon. Első kitörése mintegy 300 000-400 000 évvel ezelőtt lehetett, legutóbbi kitörését pedig 1659-ben jegyezték fel. A Fudzsi és a Tatejama mellett a Hakuszan is a „Három Szent Hegy” (三霊山, Szanreizan) egyike. Ősi idők óta szent hegyként tartják számon. A sugendó vallás gyakorlásának, illetve a Hakuszan-kultusz kialakulásának helyszíne. Hófödte hegycsúcsával a késő ősz egyik szimbóluma. A jelenleg alvó vulkán híres az onszeneiről és vízeséseiről. 1980-ban az UNESCO a világörökség részévé nyilvánította. Gazdag növényvilágának köszönhetően az ország „természeti kincstárának” minősül. A globális klímaváltozás miatt azonban magashegyi ökoszisztémáját veszély fenyegeti. 1998 óta helyi környezetvédő szervek dolgoznak a hegy őshonos növényfajainak megőrzésén.

## Név eredete
A Haku-hegy neve a 白 (fehér) és a 山 (hegy) kandzsijából tevődik össze, melynek oka a hegy kinézetéből ered. A Hakuszan a környezetéből kiemelkedve a Hokuriku, Tókai és Kinki régió távolabbi pontjairól is jól kivehető. A hegy sokszor ködbe burkolózik, továbbá a tetején lévő hó az év nagy részében megmarad, ezáltal csúcsa azután is fehéren tündököl, hogy a környező hegyek tetején már elolvadt a hó.

## Földrajza
A Haku-hegy a Kaecu-hegység tagja és a Ecumi-hegységgel együtt a Rjóhaku-hegységlánchoz tartozik. A hegyvonulat Gifu, Tojama, Isikava, Fukui és Siga prefektúrákon át húzódik és nagy része a Hakuszan Nemzeti Park területére esik. Központi részén helyezkedik el a Hakuszan, melynek legmagasabb pontja a 2702 méter magas Gozengamine (御前峰), mely a 2677 méter magas Kengamine (剣ヶ峰) és a 2648 méter magas Ónandzsimine (大汝峰) csúcsokkal együtt a „Haku-hegy három csúcsát” (白山三峰, Hakuszan Szanmine) adják. A Hakuszan a legnyugatabbi hegy Japánban, mely 2500 méter feletti. A Besszan-hegyet és a Szannomine-hegyet is hozzávéve, együttesen a „Haku-hegy öt csúcsának” nevezik őket.
A három fő csúcs és a vulkán közelében elszórtan elhelyezkedő krátertavak – mint a Midori-ga-tó, Konja-ga-tó, Szendzsa-ga-tó –, valamint a láva és piroklasztikus anyagok által formált síkságok – mint a Murodó-fennsík, Midagahara-fennsík –, illetve a havas völgyek lenyűgöző és pompás látképet nyújtanak.
A hegy leghíresebb vízesése az Uba-ga-vízesés. A hegy lábánál található termálvizes fürdők közül legnépszerűbb a Nakamija és az Ivama onszen.

### Krátertavak
A hegy tetején mintegy 15 vulkáni kráter található, melyek közül néhány a felszíni és felszín alatti hozzáfolyás révén feltöltődött és krátertóvá alakult. Ezek:
|  | japán neve | olvasata        | leírás |
|  | ---------- | --------------- | --- |
|  | 翠ヶ池     | Midori-ga-ike   | Az 1042-es kitörés által kialakított krátertó 2590 méteres magasságban. A legnagyobb tó a Gifu prefektúra felőli oldalon. |
|  | 紺屋ヶ池   | Konja-ga-ike    | Közvetlenül a Kengamine csúcs alatt fekvő krátertó.                                                                       |
|  | 油ヶ池     | Abura-ga-ike    | A Gozengamine csúcstól északra elhelyezkedő krátertó.                                                                     |
|  | 血ノ池     | Csi-no-ike      | A Gozengamine és az Ónandzsimine között lévő krátertó.                                                                    |
|  | 千蛇ヶ池   | Szendzsa-ga-ike | A völgyben a hó elolvadása után megjelenő tó.                                                                             |
|  | 百姓池     | Hjakusó-ike     | A tó körül alpesi növényfajok jelennek meg.                                                                               |
|  | 五色池     | Gosiki-ike      | A Hjakusó-tótól északra fekszik.                                                                                          |

### Geológia
A hegy ősi időkből származó üledékes és magmás kőzetekből felépülő rétegekből áll, amelyeket vulkáni törmelék fed. Az északi felén Nohi riolit, a déli és keleti részén a Tedori csoport kőzetei a dominánsak, illetve helyenként gránitporfir jelenik meg. Az üledékes Tedori kőzetcsoport ősi geológiai rétegeket tartalmaz, melyek keletkezése a késő jura időszak (170 millió évvel ezelőtt) és a korai kréta időszak (110 millió éve) közé tehető. Számos fosszília található ezen rétegekben, beleértve a dinoszaurusz, emlős, hal és növénymaradványokat.
A Hakuszan térsége egyike azon kevés területeknek Japánban, ahol a földtörténeti középkor (mezozoikum) jura időszakában keletkezett dinoszaurusz fosszíliákat találunk. Az első fosszíliákat egy Japánban tanuló német geográfus, Johannes Justus Rein találta meg 1874-ben. A japán leletek túlnyomó része erről a területről származik. Az egyik legkiemelkedőbb ősmaradvány-együttes az úgynevezett Kuvasima Fosszília Fal, melyet 1957. július 10-én az ország természeti emlékévé nyilvánítottak.

## Története
A vulkáni aktivitás, mely a hegyet formálta, 300 000-400 000 évvel ezelőtt kezdődött és 10 000 évvel ezelőttig tartott. A Nakano-folyó egyik mellékágának völgye körül egy 3000 méter magas rétegvulkán, a Ko-Hakuszan (Ős-Hakuszan) emelkedett. Az ősi vulkáni kúp az idők során lepusztult és déli lejtőjén alakult ki a Sin-Hakuszan (jelenlegi Hakuszan) megközelítőleg 100 000 évvel ezelőtt. Az utóbbi 10 000 évben végbemenő vulkanizmus során a kitörések, lávafolyamok és a szétszórt törmelékek formálták a térség domborzatát.
Az első feljegyzett kitörés 706-ban következett be és súlyos erdőtüzeket eredményezett, melyről később a Nara-korszak történelmi folyóirata, a Soku nihongi is beszámolt. Az 1042-es kitörés során keletkezett a Midori-ga-ike krátertó. Az 1480-as tűzvész során a Sirajama Hime szentély nagy része elpusztult. 1554-ben 1 éven át tartó vulkáni aktivitást jegyeztek fel, mely több kisebb krátert hozott létre a csúcs közelében. Legutóbbi kitörése 1659-ben volt. 1668-ban a Tokugava sógunátus uralma alá vonta a régiót. 1871-ben a feudális tartományokat eltörölték és megalapították a prefektúra rendszerét, majd a következő évben a Hakuszant Isikava prefektúrához csatolták. 1872-ben eltörölték a nők belépésének tilalmát a szentélyekbe, ezáltal most először nők is felmehettek a Haku-hegy tetejére. 1925-ben a Sirajama Hime szentélyt kiemelkedő kulturális örökséggé nyilvánították. A terület 1962-ben Nemzeti Park státuszt kapott. 1991-től sífelvonót alakítottak ki. 2005-ben a helyi kisebb városok összeolvadtak és az egységes, új város a Hakuszan nevet kapta. 2011-ben a Hakuszan Nemzeti Park teljes területét geoparkká nyilvánították.
A 2011-es tóhokui földrengés után megnőtt a szeizmikus aktivitás a térségben, melyet főként a csúcs alatti régióban észleltek. Azóta megszűntek a rengések, de a terület továbbra is folyamatos monitorozás alatt áll.

## Természet
A Hakuszant 1955-ben kvázi-nemzeti parkká nyilvánították, a nemzeti park címet 7 évvel később, 1962. november 12-én kapta meg. A Hakuszan Nemzeti Park teljes kiterjedése 49 900 hektár, amely kelet-nyugati irányban 30 km szélesen, észak-déli irányban 40 km hosszan terül el egészen Tojama prefektúráig. A hegy középső részének meredeksége miatt kevés a kiépített út és ezáltal az emberi behatás mértéke is csekély. Az emberi jelenlét természetes korlátozásával a park egyike a legtermészetközelibb területeknek Japánban. Ennek köszönhető többek között az is, hogy az UNESCO az Ember és Bioszféra Program keretében kijelölt a térségben egy 18 000 hektár magterületű bioszféra rezervátumot.
Télen a Haku-hegyet vastag hóréteg borítja, melyet az évszakosan fújó északkeleti szelek hoznak magukkal. Becslések szerint az 1500 méter, vagy afeletti magasságban 600 millió tonna hó hullik le, mely nagyban hozzájárul a hegyvidék természetes alpesi környezetének és hófödte hegycsúcsainak kialakulásához.

### Növényvilág
A Haku-hegy egyik ismertetőjegye a rendkívül diverz növényvilága. Több, mint 100 növényfaj elterjedésének nyugati határát képezi a hegy. Biológiai sokféleségének köszönhetően Japán „természeti kincstárának” is hívják. A magasságbeli, topográfiai, hóolvadásbeli különbségeknek megfelelően különböző vegetációs övek alakultak ki. A hegy lábától kezdődően 1 600 méteres magasságig japán bükkerdő a természetes növénytakaró, 1 600 méter és 2 400 méter közötti magasságban főként a szubalpesi zóna jellemző növényfajai − nyírfélék (Betula ermanii), jegenyefenyőfélék (Abies mariesii) − fordulnak elő, míg 2 400 méter feletti magasságban alpesi fajok − szibériai törpefenyvesek (Pinus pumila) − nőnek.
Számos alpesi faj nevében szerepel a hegy neve. Ilyenek például:
- Hakuszan Kozakura (Primula cuneifolia)
- Hakuszan Icsige (Anemone narcissiflora)
- Hakuszan Csidori (Dactylorhiza)
- Hakuszan Fúro (Geranium yesoemse)
- Hakuszan Sakunage (Rhododendron brachycarpum)
- Hakuszan Óbako (Plantago hakusanensis)
- Gozen Tacsibana (Cornus canadense) – a Gozengamine csúcsról lett elnevezve

Ezen fajok Japán szerte fellelhetők a magashegységekben, de elsőként a Haku-hegyen fedezték fel őket a Hakuszan szentélyhez vezető zarándokutak mentén és ennek alapján nevezték el őket.
| Kuro Juri | Hakuszan Kozakura | Hakuszan Icsige | Hakuszan Csidori | Komakusza |
| --------- | ----------------- | --------------- | ---------------- | --------- |
|           |                   |                 |                  |           |

A Hakuszan a legnyugatabbi alpesi zónával rendelkező hegy, melyet Japán egyik virágokban leggazdagabb hegyeként tartanak számon. A legtöbb virágfaj egyszerre nyílik ki, ezáltal a túraútvonalak mentén különböző alpesi fajok alkotta széles virágmezők terülnek el. Ennek köszönhetően a növényfajok kutatása már korán elkezdődött. Közülük is a Kuro Juri nevű liliomfajtának él itt nagyobb populációja. E liliom Isikava prefektúra egyik őshonos növénye. Az utóbbi években megjelent a hegyen a Komakusza (Dicentra peregrina) nevű lágy szárú növény, melynek eddig nem volt ismert populációja a térségben, ezáltal aggályokat vet fel az ökoszisztéma megzavarását illetően.
2010-ben Isikava Prefektúra Környezetvédelmi Osztálya a Hakuszan Icsigét, a Hakuszan Óbakót és a Hakuszan Szugét sebezhető, a Hakuszan Icsigosinagit, a Hakuszan Kozakurát, a Hakuszan Szaikót, a Hakuszan Csidorit és a Hakuszan Hatazaót a mérsékelten fenyegetett fajok listájára sorolta. Gifu prefektúra a Hakuszan Azamit és a Hakuszan Ominaesit mérsékelten veszélyeztetett fajokká nyilvánította. Azonban egyik faj sem került fel Vörös Listára.
A globális felmelegedés következményeként azonban számos alpesi faj válságba kerülhet. Az átlaghőmérséklet növekedése miatt a növénytársulások egyre magasabbra húzódnak kiszorítva ezzel az ottani fajokat. Ha a felmelegedés ilyen ütemben folytatódik, akkor a Hakuszan alpesi zónája akár teljesen el is tűnhet.

### Állatvilág

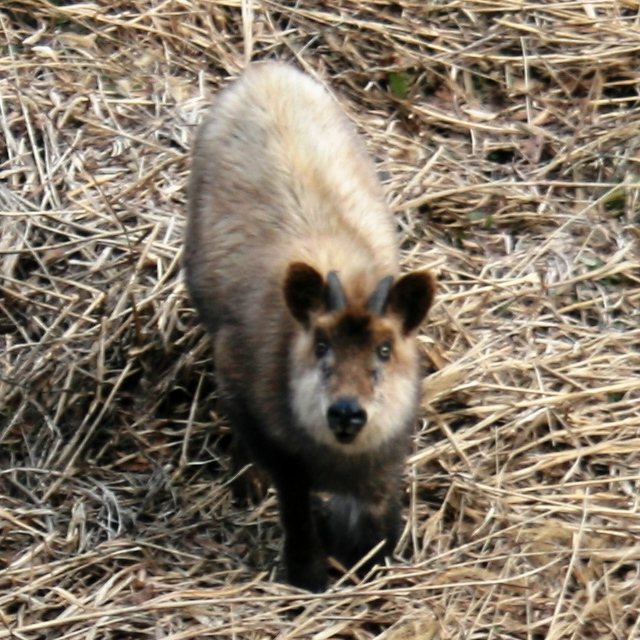
japán széró

A park természetes élőhelye az örvös medvének (Ursus thibetanus), japán szérónak (Capricornis crispus), japán makákónak (Macaca fuscata) szirti sasnak (Aquila chrysaetos) és számos egyéb nagytestű állatnak. A szirti sas Isikava prefektúra, az alpesi hófajd Gifu prefektúra őshonos madárfaja és a hegyi lejtőkön él. A Meidzsi korszakban az alpesi hófajd teljes populációja eltűnt a területről, de helyi lakosok néhány évvel ezelőtt beszámoltak a faj újbóli felbukkanásáról és 2009-ben rátaláltak és hivatalosan is megerősítették a kihaltnak hitt madár egyetlen példányát, egy nőstényt. A vizsgálat során arra a következtetésre jutottak, hogy az egyed észak felől, a Japán Alpok irányából érkezett a Haku-hegyre. 2011-ben szintén megerősítették ugyanezt a példányt.
A havasi szürkebegy (Prunella collaris) jellegzetes alpesi madárfaj, mely a csúcs közeli sziklák repedéseiben fészkel. Rágcsálók közül az Azumitogari Nezumi (Sorex hosonoi) és a japán hermelin él a területen.
A Hakuszan környékén mintegy 2 000 rovarfaj él, melyek közül néhány szintén viseli a hegy nevét. Ezek:
- Hakuszan Siriage (Panorpa hakusanensis)
- Hakuszan Habacsi (Neocolochelyna hakusana)
- Hakuszan Gomafuabu (Haematopota hakusanensis)

A Kebukakurobaj (Aldrichina grahami) felelős a Kuro Juri nevű liliomféle beporzásáért.
2008-ban a Haku-hegyen eredő és az Isikava prefektúrai Siramine településen átfolyó Tedori-folyóban egy 8,2 centiméteres dinoszaurusz fogmaradványt találtak, mely az eddigi legnagyobb Theropoda fog Japán területéről. Az ragadozó hüllő akár 8,5 méteresre is megnőhetett, a kréta időszak korai barremi időszakában élhetett.

## Kultúra
A Haku-hegyet az ősidők óta tisztelet övezi, mind az emberek védelmező istenségeként, mind pedig a víz isteneként. Szerzetesek – sőt még a nem hívők is – gyakran elzarándokoltak a hegyre imádkozni és különböző aszketikus gyakorlatokat végezni.
A középkortól kezdve a sugendó vallás szent hegyeként tartják számon és kiindulópontjául szolgált a Hakuszan-kultusz elterjedésének. Tajcsó Dajsi volt az első sugendó pap, aki megmászta a Hakuszant 717-ben és megalapította az első Hakuszan szentélyt. Megközelítőleg 3 000 kultikus szentélyt építettek Japán különböző pontjain, melyek közül kiemelkedik a Hakuszan városában lévő Sirajama Hime szentély. Az egykori Kaga provincia legfőbb sintó szentélyeként szolgáló kegyhely egyik mellékszentélye, az Okunomija a Haku-hegyen található.

### Turistautak
A terület védettsége miatt kevés a hegyi turistaút.
A három legnépszerűbb túraútvonal a Kankó (観光新道, Kankó Sinmicsi), a Szabó (砂防新道, Szabó Sinmicsi) és a Hirasze turistautak (平瀬道, Hirasze-dó). A Kankó és a Szabó útvonalak az Isikava prefektúrában lévő Hakuszan városában erednek, míg a Hirasze útvonal a Gifu prefektúrában található Ósirakava gáttól indul. Mindhárom útvonal egyetlen nap alatt bejárható, de más útvonalak bejárása akár 2-3 napot is igénybe vehet az egyenetlen terepviszonyok és a rendezetlen útszakaszok függvényében. Főként június és október között népszerű túracélpont.
Tanösvényeken öko-, illetve tó- és virágnéző túrákat is szerveznek.

zarándokutak (禅定道)

### Zarándokutak
A zen buddhizmus keretein belül először 832-ben hoztak létre zarándokutakat a Hakuszan felé az akkori Ecsizen, Kaga és Mino provinciák irányából. A hegy a zendzsó célpontja lett, aszkéta papok másztak fel a tetejére spirituális gyakorlatokat végezni. Az utak kiépítése hatására a Hakuszan-kultusz virágzásnak indult. Ma ezeket főként hegymászási célra használják.
A három fő zarándokút:
- Ecsizen zendzsó-dó (越前禅定道) – a Kacujama városában lévő Heiszen-dzsi Hakuszan szentélytől indul a Gozengamine csúcshoz
- Kaga zendzsó-dó (加賀禅定道) – a Hakuszan városában lévő Sirajama Hime szentélytől indul az Ónandzsimine csúcshoz
- Mino zendzsó-dó (美濃禅定道) – a Gudzsó városában lévő Nagataki Hakuszan szentélytől indul a Besszan-hegyen át a Gozengamine csúcshoz

## Galéria

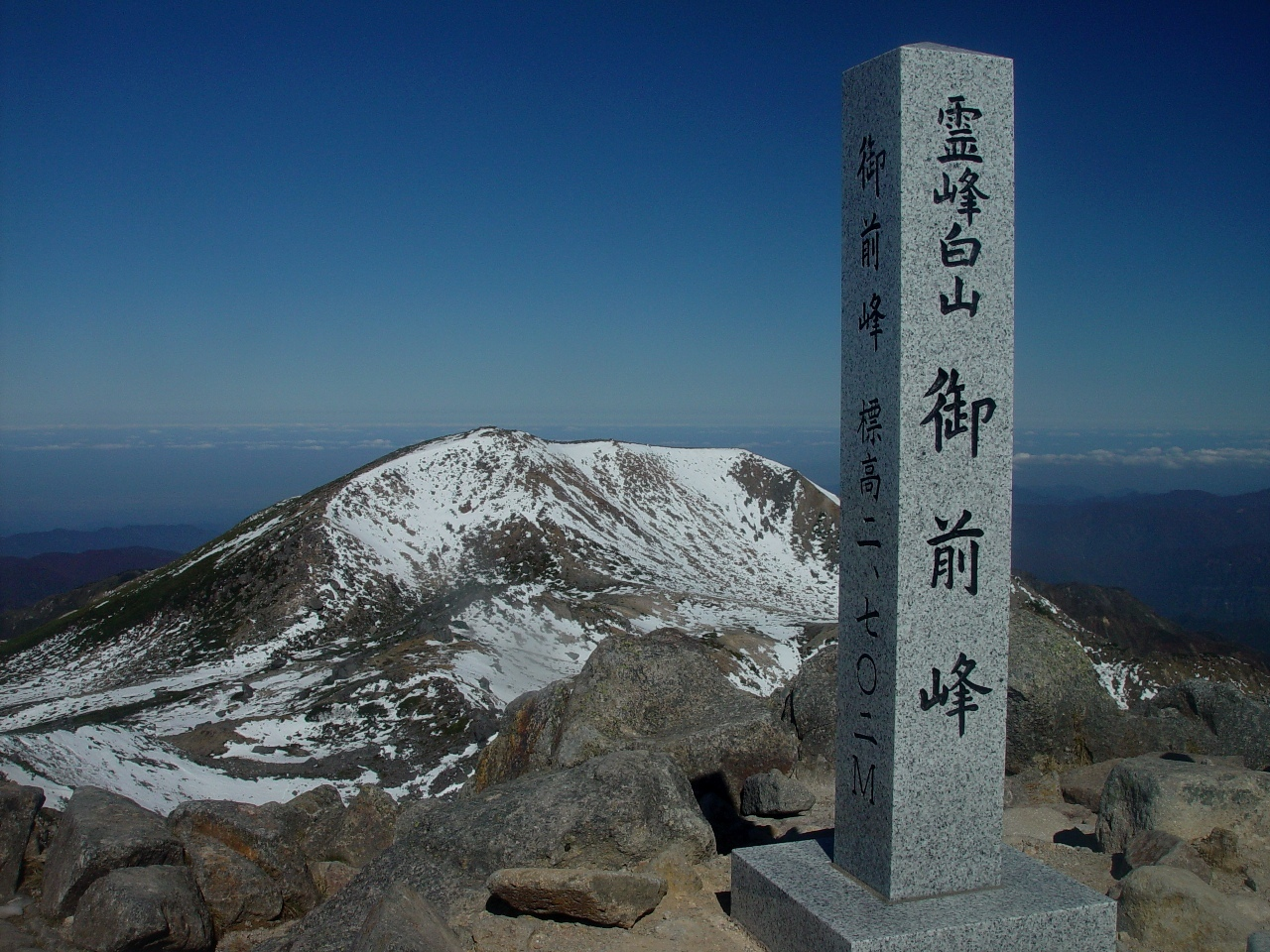
Gozengamine és Ōnandzsimine csúcsok
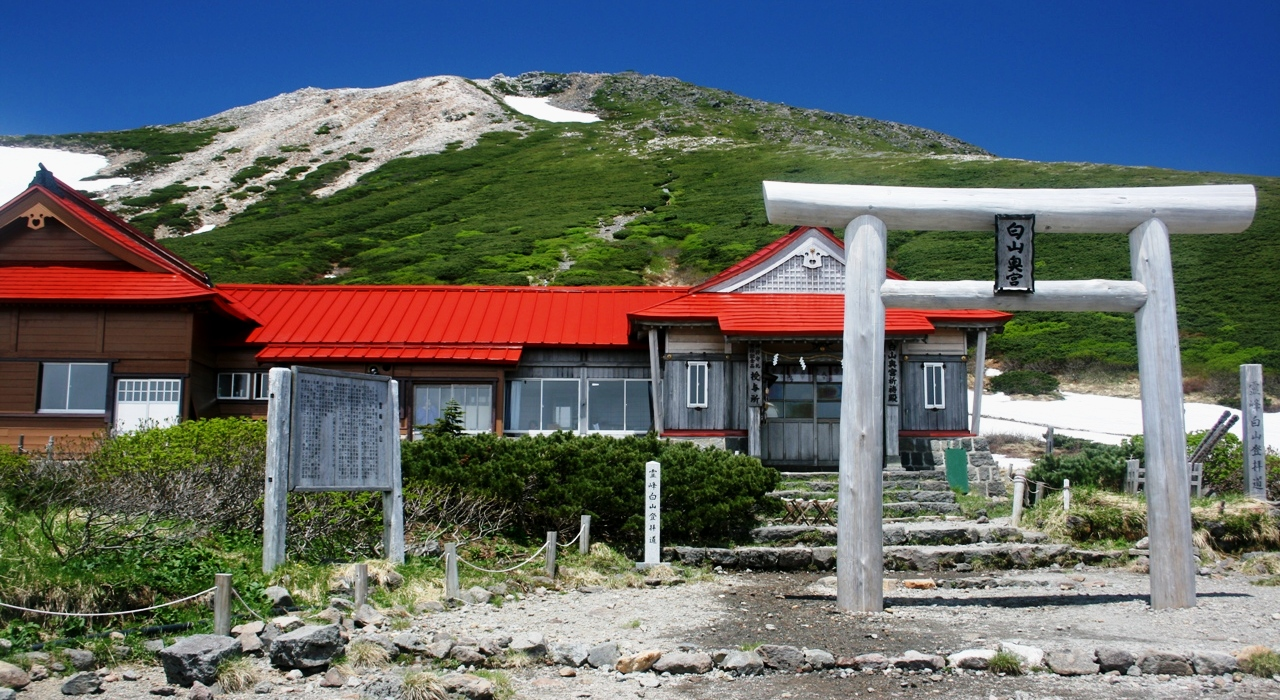
Hakuszan Szentély a Gozengamine csúcsnál
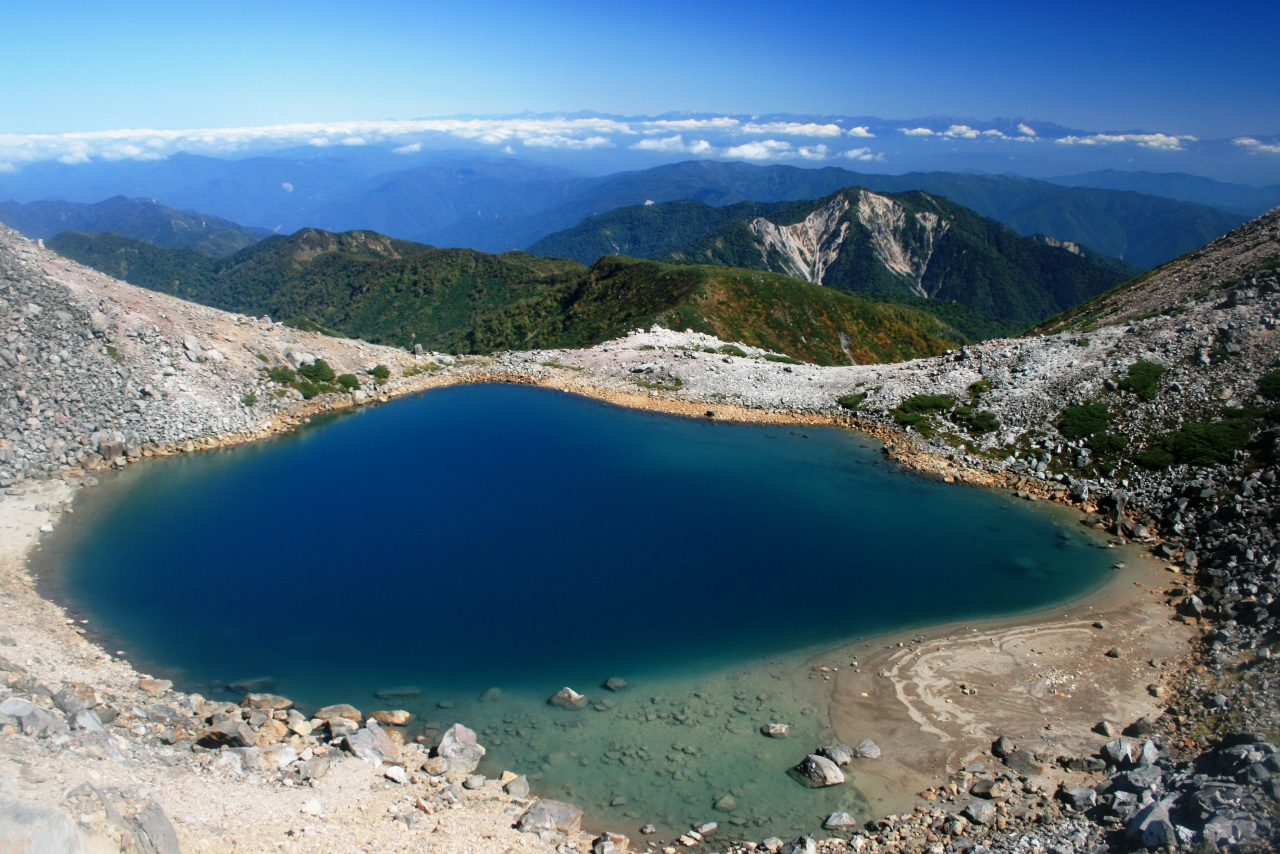
Krátertó (Midori-ga-ike)
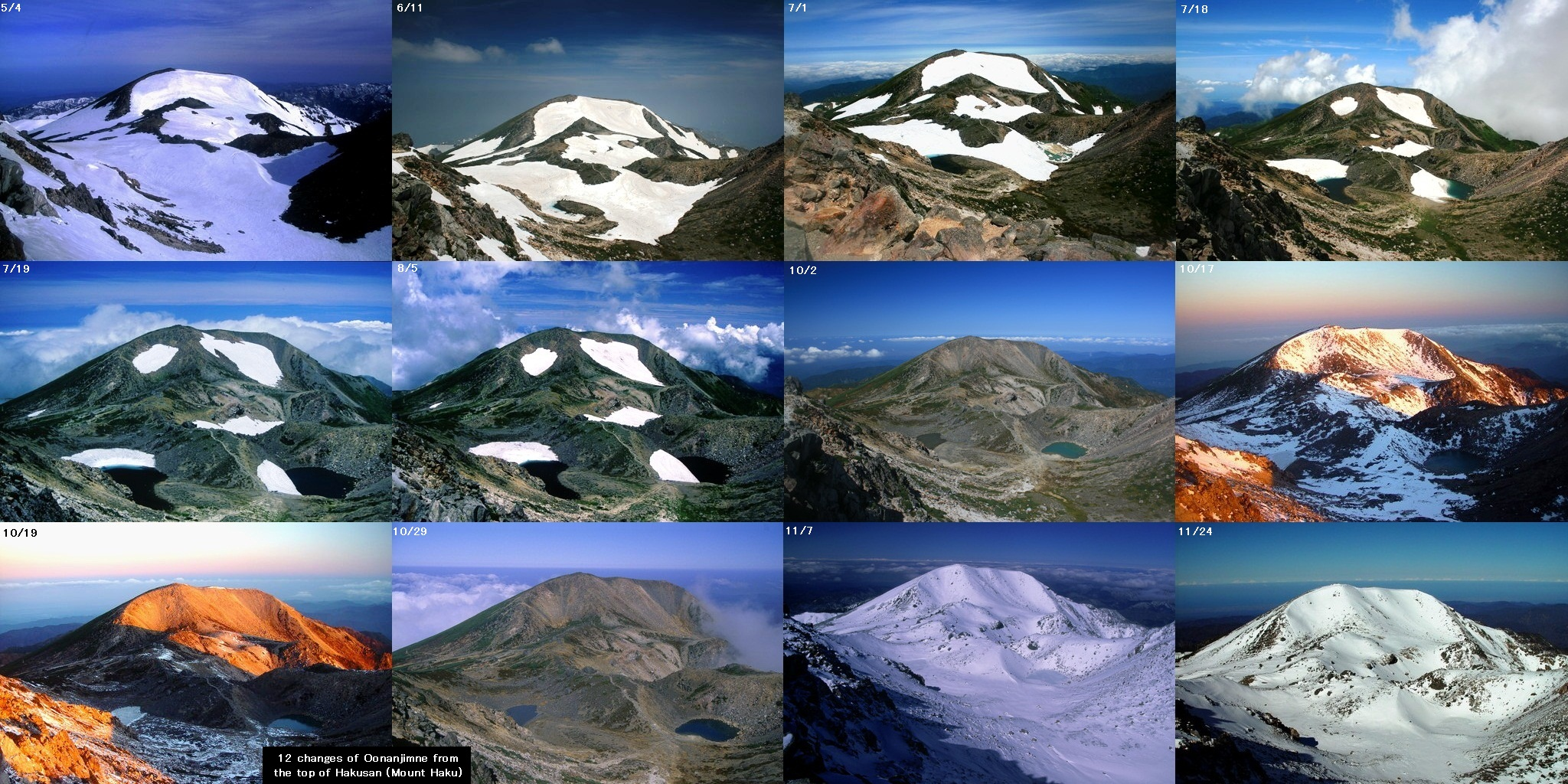
A Haku-hegy évszakos változása
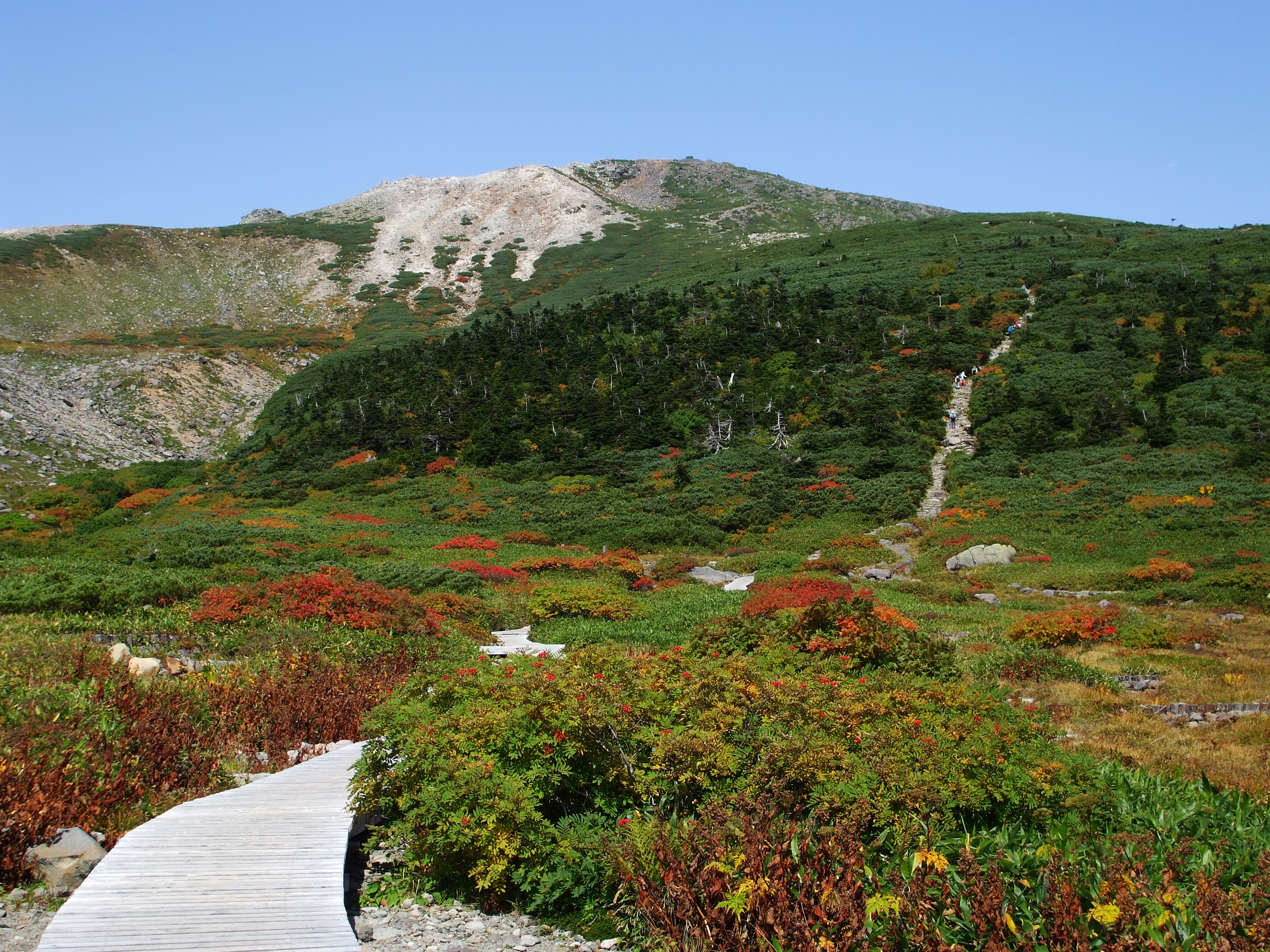
Haku-hegy a Midagahara-fennsíkról
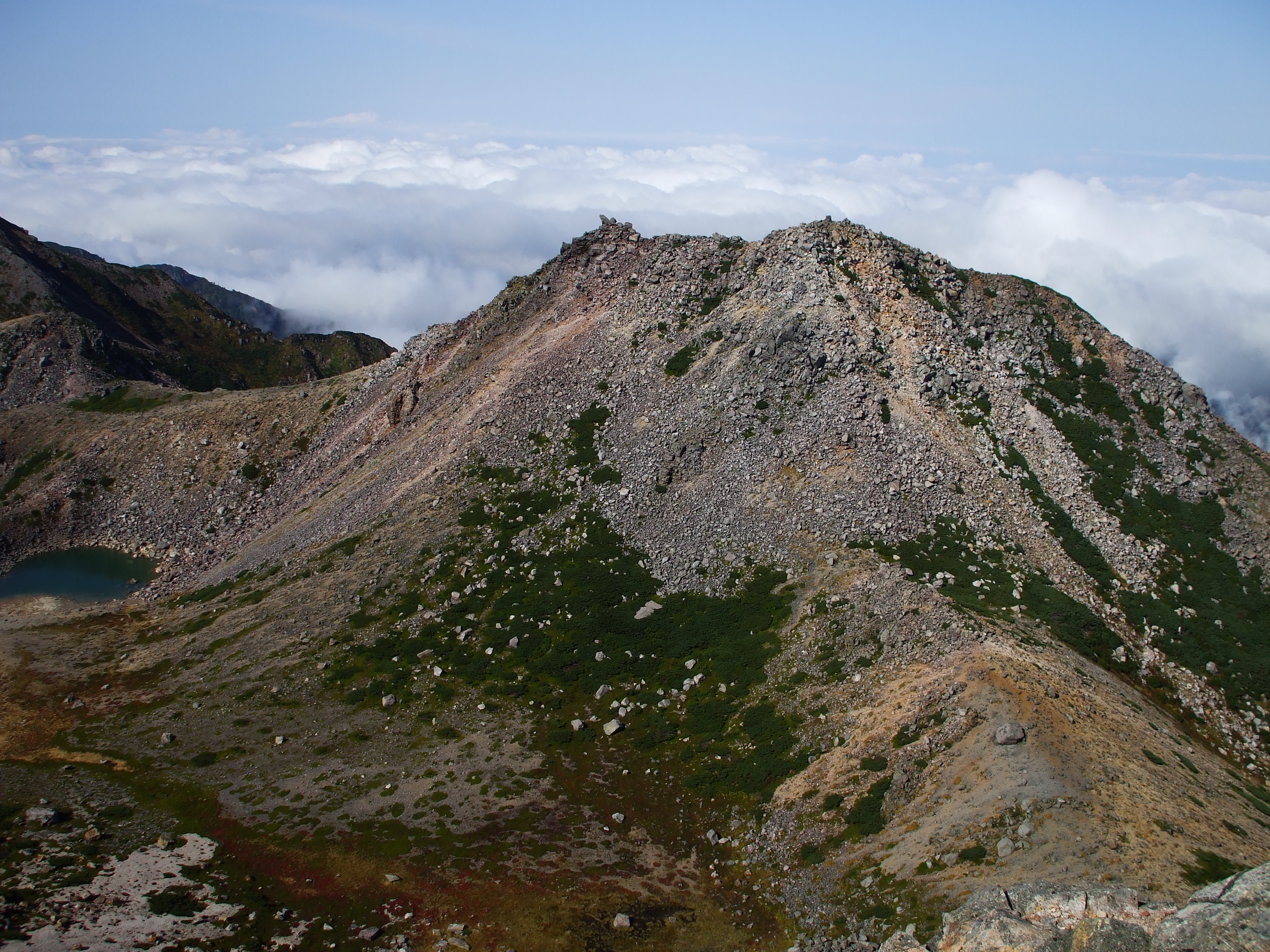
A Kengamine csúcs látképe a Gozengamine csúcsról
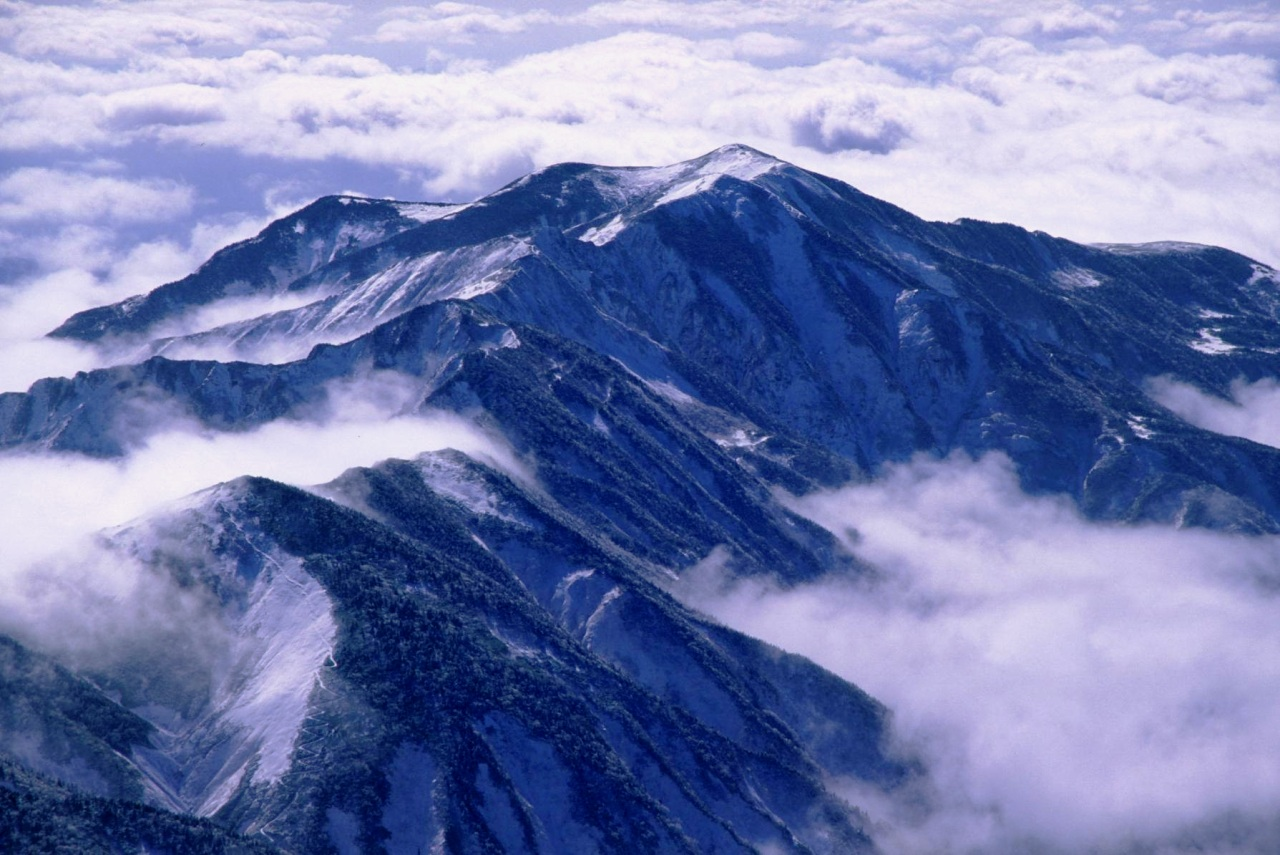
A Besszan-hegy látképe a Gozengamine csúcsról

## Fordítás
- Ez a szócikk részben vagy egészben  a   Mount Haku című angol Wikipédia-szócikk ezen változatának fordításán alapul.  Az eredeti cikk szerkesztőit annak laptörténete sorolja fel. Ez a jelzés csupán a megfogalmazás eredetét és a szerzői jogokat jelzi, nem szolgál a cikkben szereplő információk forrásmegjelöléseként.
- Ez a szócikk részben vagy egészben  a(z)   白山 című japán Wikipédia-szócikk ezen változatának fordításán alapul.  Az eredeti cikk szerkesztőit annak laptörténete sorolja fel. Ez a jelzés csupán a megfogalmazás eredetét és a szerzői jogokat jelzi, nem szolgál a cikkben szereplő információk forrásmegjelöléseként.